# 李恩杰
李恩杰（1914年3月—1974年9月16日），男，江苏无锡人，中国电影导演。与伊琳合作导演《保卫胜利果实》，与王光彦合作导演《一贯害人道》。导演《马兰花开》、《矿灯》、《红旗飘飘》等。

## 生平
1919年至1928年在无锡市立第一小学，无锡县立初级中学读书。自幼酷爱绘画，后转入无锡私立美专学习，十四岁时，由于经济困窘，李恩杰到上海一家印刷制版商处做学徒。
1938年2月到武汉中央陆军军官学校十五期学生总队一大队二中队任司书。后考入“国立戏剧专科学校”，攻读舞台设计和导演两系。
1941年赴重庆，先后为中央青年剧社，中华剧艺社，怒吼剧社，神鹰剧团等演出的《秦良玉》、《边城故事》、《忠王李秀成》、《北京人》、《罗密欧与朱丽叶》、《大雷雨》、《芳草天涯》等中外剧目从事舞台美术设计，颇有影响
1946年到上海与重庆戏剧专科学校部分师生组织“上海观众演出公司”，担任《结婚进行曲》、《天国春秋》、《清宫外史》等剧的舞美设计。同时加入昆仑影业公司，为影片《八千里路云和月》任美术设计，1947年后又为《大团圆》等做美术设计。
1949年入东北电影制片厂，在影片《内蒙人民的胜利》中任美术设计兼副导演。
1950年与伊琳合作导演了影片《保卫胜利果实》，1951年入北京电影制片厂，参加导演影片《一贯害人道》。后相继导演故事片《马兰花开》、《矿灯》，纪录片《红旗飘飘》、《北京的星期天》，杂技艺术片《春燕展翅》，并参与导演大型音乐舞蹈史诗片《东方红》等。李恩杰担任导演或美工设计的几十部戏剧、电影，在中国戏剧、电影的不同历史时期产生了积极的进步作用，在艺术上他追求真实质朴，生动细腻的现实主义风格。
1974年9月16日，李恩杰因病逝世，享年六十岁。